# Ruapehu
Ruapehu (v překladu z maorštiny hlučná díra) je aktivní stratovulkán, který se nachází asi 40 km jihozápadně od jezera Taupo. Ruapehu je zároveň nejvyšší vrchol Severního ostrova a nejvyšší aktivní sopka na Novém Zélandu. Nachází se v národním parku Tongariro a patří mezi oblíbená místa lyžařů, turistů a horolezců. Na východním svahu hory pramení nejdelší novozélandská řeka Waikato.

## Geografická a geologická charakteristika
Sopečné horniny na Ruapehu jsou staré asi 200 000 let. Masív je tvořen převážně andezitovými horninami. Poslední sopečná erupce byla zaznamenána v říjnu  roku 1997. Tato erupce ukončila padesátileté období (od roku 1950) kdy byla sopka s malými přestávkami neustále aktivní. Jednalo se především o malé explozivní erupce doprovázené lahary (sopečnými bahnotoky) a lávovými proudy. Významnější erupce (spojené s devastací blízkého okolí) byly zaznamenány 11. ledna 1995 a 16. června 1996.

## Klima
Sopka je známa proměnlivým počasím a proto jsou všichni návštěvníci upozorňováni na nutnost vybavení základní výbavou pro přežití. Časté změny počasí využívají vojáci pro trénink přežití v přírodě.[zdroj?]